# Jean-Pierre Cassel
Pour les articles homonymes, voir Cassel.
Jean-Pierre Cassel est un acteur, chanteur et danseur français, né le 27 octobre 1932 à Paris, où il est mort le 19 avril 2007.
Il se fait connaître dans les années 1950-1960 grâce à ses rôles de jeune premier « bondissant » dans des comédies comme Les Jeux de l'amour, Le Farceur et L'Amant de cinq jours de Philippe de Broca. Dans les années 1970, il est la vedette, entre autres, de L'Armée des ombres de Jean-Pierre Melville, L'Ours et la Poupée de Michel Deville, Le Bateau sur l'herbe de Gérard Brach et Le Charme discret de la bourgeoisie de Luis Buñuel.
Sa maîtrise de l'anglais lui permet d'apparaître dans de nombreuses productions internationales telles Ah Dieu ! que la guerre est jolie de Richard Attenborough, Le Crime de l'Orient-Express de Sidney Lumet, Les Trois Mousquetaires (et ses suites) de Richard Lester ou encore Prêt-à-porter de Robert Altman.
En cinquante ans de carrière, il joue ainsi dans près d’une cinquantaine de pièces, une centaine de films et pratiquement autant de téléfilms et séries.

## Biographie

### Jeunesse et études

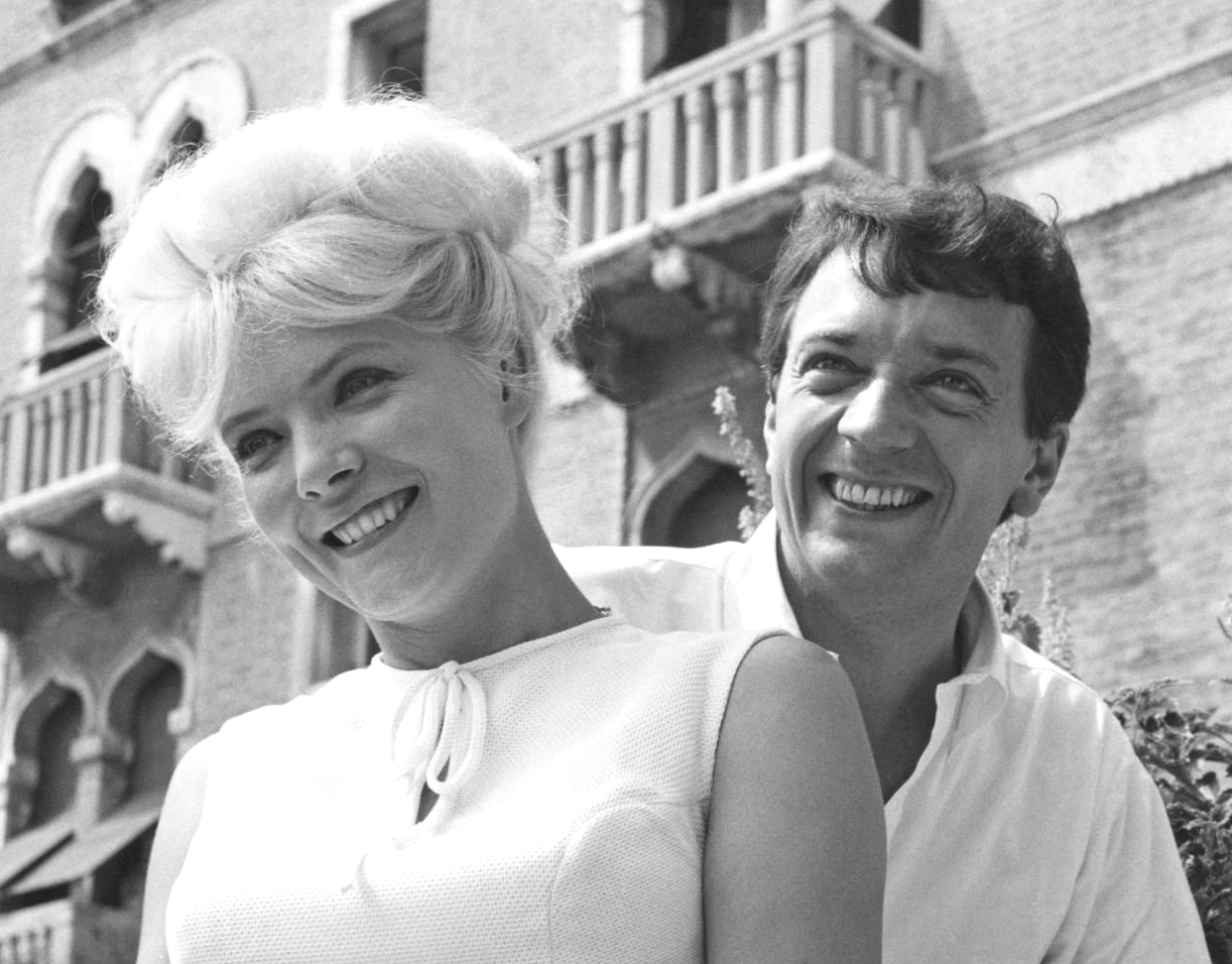
Corinne Marchand et Jean-Pierre Cassel en 1962 à Venise pour le Festival Mostra.

Jean-Pierre Cassel naît le 27 octobre 1932 dans le 13e arrondissement de Paris, sous le nom d'état civil de Jean-Pierre Crochon, : il est le fils de Georges Crochon, médecin, et de Louise-Marguerite Fabrègue (1893-1974), chanteuse d'opéra ; il indique avoir passé « une bonne partie » de sa jeunesse dans le Gard, d'où il est originaire. Ayant pris des cours de chant et de danse, il entre au cours Simon après avoir échoué au baccalauréat et commence par quelques figurations dès l'âge de 21 ans.

### Carrière

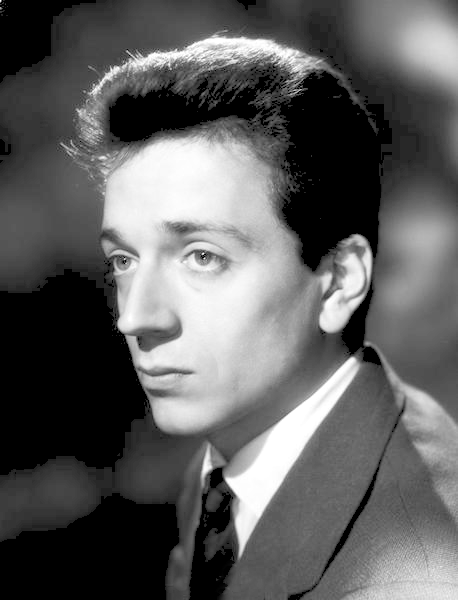
Jean-Pierre Cassel en 1956 (Studio Harcourt).

Le jeune Cassel croise Gene Kelly dans les clubs de Saint-Germain-des-Prés, ce qui détermine une partie de sa vocation : le jeune homme est relativement « grand (1,83 m), élégant, distingué », il va se former à la comédie musicale et à la danse, notamment aux claquettes ; Kelly va l'employer plus tard, en 1956, dans le tournage de La Route joyeuse.
Jean-Pierre Cassel débute en 1954 au théâtre sous la direction de Claude Régy et se voit confier rapidement des rôles de « jeune premier », notamment dans Les Enfants d'Édouard (1955) et L'Idiote de Marcel Achard (1960). Il joue pour de grands metteurs en scène tels Jean Vilar (L'Avare  en 1966), Raymond Gérôme (L'amour, vous connaissez ? en 1966, Black Comedy et L'Œil anonyme en 1967), Roger Planchon (Bleu, blanc, rouge ou les libertins en 1967), Michel Cacoyannis (Roméo et Juliette en 1968).
Ses multiples talents lui ouvrent aussi les portes du cinéma puis de la télévision. Après quelques figurations mettant en valeur ses qualités de danseur et de musicien, notamment dans Un acte d'amour (1953) d'Anatole Litvak, La Route joyeuse (1957) de Gene Kelly, En cas de malheur (1957) de Claude Autant-Lara et Le Désordre et la Nuit (1958) de Gilles Grangier, il décroche ses premiers grands rôles travaillant avec Philippe de Broca, Claude Chabrol, Sidney Lumet, Luis Buñuel, Jean-Pierre Melville, Joseph Losey, Abel Gance, René Clément, René Clair, Jean Renoir ou encore Robert Altman, avec pour partenaires les grands noms du cinéma français et international : Catherine Deneuve, Annie Girardot, Brigitte Bardot, Stéphane Audran, Claude Jade, Romy Schneider, Jean Seberg, Geraldine Chaplin, Jacqueline Bisset… 

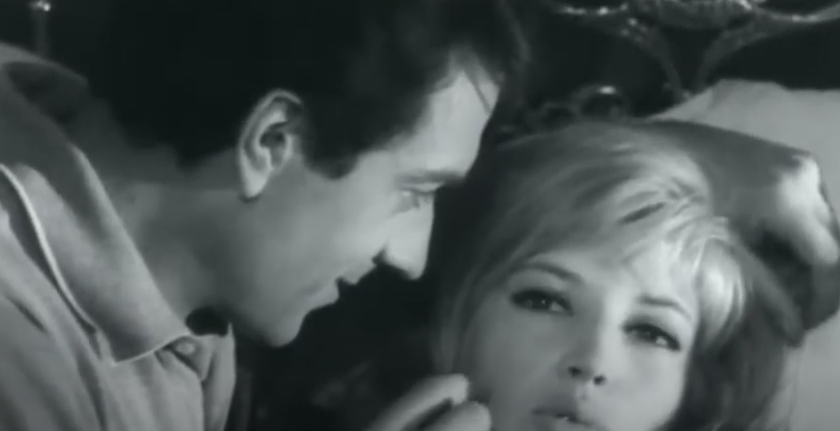
Jean-Pierre Cassel et Monica Vitti dans Haute Infidélité (1964), épisode La Sospirosa mis en scène par Luciano Salce.

Il est aussi apprécié de la nouvelle génération de réalisateurs français à partir des années 1990 : il tourne ainsi sous la direction de Mathieu Kassovitz, Roschdy Zem, Gilles Lellouche ou encore Mabrouk El Mechri.

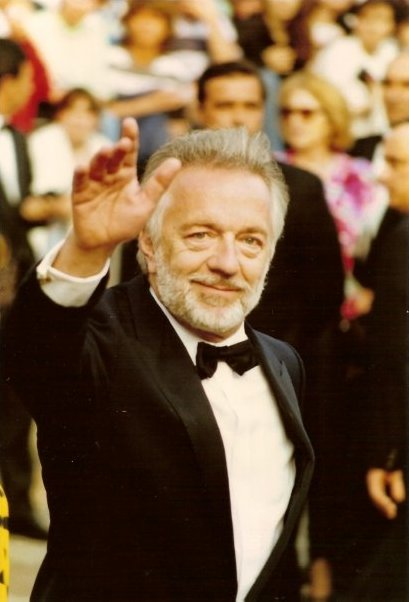
Jean-Pierre Cassel au Festival de Cannes 1992.

Passionné par le music-hall depuis ses débuts, il crée plusieurs « seul en scène » : Jean-Pierre Cassel chante et danse Fred Astaire en 1994, Je n’peux pas vivre sans amour en 2003 et Jean-Pierre Cassel chante et danse Gainsbourg Suite en 2005. Il reprend dans ce dernier spectacle les chansons arrangées dans le style jazz auquel Serge Gainsbourg, qu’il a connu débutant dans les années 1950, s’essaya en 1963 avec son album Gainsbourg Confidentiel, et notamment trois titres inédits que Gainsbourg lui a écrits pour l'émission de variétés de Maritie et Gilbert Carpentier Top à Cassel diffusée le 14 mars 1964 : Cliquediclac, Ouh ! Là là là là et Viva la pizza.
Il a à son actif près d’une cinquantaine de pièces et spectacles, une centaine de rôles pour la télévision et pratiquement autant pour le grand écran.

### Mort
Jean-Pierre Cassel meurt d'un cancer, le 19 avril 2007 dans le 4e arrondissement de Paris, avant la sortie de son dernier film, Astérix aux Jeux olympiques ; il est inhumé à Thoiry dans les Yvelines.

### Vie privée

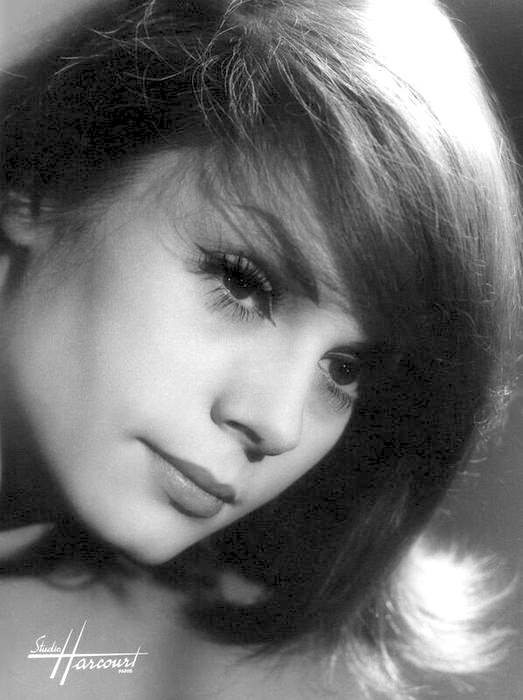
Françoise Dorléac en 1960 (Studio Harcourt).

En 1960, il rencontre Françoise Dorléac qui sera son amour de jeunesse, qui se tue accidentellement en 1967.
Il épouse en 1966 Sabine Litique, connue sous le nom de Sabine Cassel-Lanfranchi. Trois enfants naissent de cette union : Vincent (né en 1966), futur acteur, Olivia, victime de la mort subite du nourrisson, et Mathias (né en 1969), leader du groupe de rap Assassin sous le pseudonyme de Rockin' Squat. Sabine le quitte pour le chorégraphe (et ami du couple) Michael Bennett ; le divorce est prononcé en 1980.
Jean-Pierre Cassel se remarie le 30 décembre 1981 avec la journaliste Anne Célérier, avec qui il a une fille, Cécile (née en 1982), plus connue sous son nom de scène HollySiz.

## Théâtre

### Comédien
- 1954 : Portrait de famille de Nino Frank et Paul Gilson, mise en scène Claude Régy, théâtre des Mathurins : Valentin Lindsay
- 1955 : Les Enfants d'Édouard de Frederic Jackson et Roland Bottomley, adaptation Marc-Gilbert Sauvajon, mise en scène Jean Wall, théâtre des Célestins : Walter Darvey-Stuart
- 1958 : Oscar de Claude Magnier, mise en scène Jacques Mauclair, théâtre des Bouffes-Parisiens
- 1960 : À vous Wellington d'après Willis Hall, mise en scène François Maistre, théâtre du Vieux-Colombier : Bamforth
- 1960 : L'Idiote de Marcel Achard, mise en scène Jean Meyer, théâtre Antoine : Camille Sévigné
- 1963 : La Dame ne brûlera pas de Christopher Fry, mise en scène Pierre Franck, théâtre de l'Œuvre : Thomas Mendip
- 1965 : L’amour, vous connaissez ? de Bill Manhoff, mise en scène Raymond Gérôme, théâtre des Ambassadeurs : Laurent C.
- 1965 : Pieds nus dans le parc de Neil Simon, mise en scène Pierre Mondy, théâtre de la Madeleine : Paul Bratter
- 1965 : Le Hasard du coin du feu de Crébillon fils, mise en scène Jean Vilar, théâtre de l'Athénée : le duc
- 1966 : L'Avare de Molière, mise en scène Jean Vilar, Festival du Marais, hôtel de Rohan : Cléante
- 1967 : Bleus, blancs, rouges ou les Libertins de Roger Planchon, mise en scène de l'auteur, théâtre de la Cité Villeurbanne, Festival d'Avignon : le marquis Aubier d'Arbonne
- 1967-1968 : L'Œil anonyme et Black Comedy de Peter Shaffer, mise en scène Raymond Gérôme, théâtre Montparnasse puis théâtre des Célestins : Julian/Archibald
- 1968 : Roméo et Juliette de William Shakespeare, mise en scène Michel Cacoyannis, TNP théâtre de Chaillot : Mercutio
- 1969 : Occupe-toi d'Amélie de Georges Feydeau, mise en scène Jacques Charon, théâtre de la Madeleine : Marcel Courbois
- 1975 : Gog et Magog de Roger MacDougall et Ted Allan, mise en scène François Périer, théâtre de la Michodière
- 1976 : Comme avant de John Mortimer, mise en scène Andréas Voutsinás, théâtre Fontaine : Julien
- 1980 : Faisons un rêve de Sacha Guitry
- 1983 : La Fille sur la banquette arrière de Bernard Slade, mise en scène Pierre Mondy, théâtre du Palais-Royal : Ronald Carmichaël
- 1984 : Les Temps difficiles d'Édouard Bourdet, mise en scène Pierre Dux, théâtre des Variétés : Marcel
- 1986 : La Valise en Carton avec Linda de Suza, comédie musicale, Casino de Paris
- 1988 : Avanti ! de Samuel Taylor, mise en scène Pierre Mondy, théâtre Antoine, théâtre du Palais-Royal : Sandy Claiborn
- 1990 : Un œil plus bleu que l'autre d'Évelyne Grandjean, mise en scène Annick Blancheteau, théâtre de la Gaîté-Montparnasse
- 1992 : Héritage de Augustus Goetz et Ruth Goetz d'après Henry James, mise en scène Gildas Bourdet, Cado, théâtre de Paris, Festival d'Angers, Festival de Ramatuelle
- 1994-1995 : Jean-Pierre Cassel chante et danse Fred Astaire de et avec Jean-Pierre Cassel, Théâtre national de Nice
- 1994 : Cirque à deux de Barry Creyton (en), mise en scène Jean-Michel Ribes, théâtre du Palais-Royal : Georges
- 1995 : Qui a peur de Virginia Woolf ? d'Edward Albee, mise en scène Pierre Constant, théâtre de l'Œuvre
- 1995 : La Dernière Salve de Jean-Claude Brisville, mise en scène Marcel Bluwal, théâtre Montparnasse
- 1996 : Sylvia de A. R. Gurney, mise en scène Lars Schmidt, théâtre des Bouffes-Parisiens
- 1997 : Qui a peur de Virginia Woolf ? de Edward Albee, mise en scène Pierre Constant, théâtre de l'Œuvre : George
- 1998 : Le Désenchanté de Budd Schulberg, adaptation François Bourgeat et Jean-Pierre Cassel, mise en scène François Bourgeat, théâtre Silvia-Monfort
- 2000 : La Collection et L’Amant d'Harold Pinter, mise en scène Patrice Kerbrat, Centre national de création d'Orléans, théâtre national de Chaillot
- 2002 : Elvire d'Henry Bernstein, mise en scène Patrice Kerbrat, théâtre Marigny : Jean Viroy
- 2002 : Festen de Thomas Vinterberg, mise en scène Daniel Benoin, théâtre national de Nice
- 2003-2004 : Festen de Thomas Vinterberg, mise en scène Daniel Benoin, théâtre du Rond-Point, Théâtre national de Nice, La Criée : Helge
- 2003 : Je n’peux pas vivre sans amour de et avec Jean-Pierre Cassel, Théâtre national de Nice
- 2004 : À la folie pas du tout d'Edward Albee, mise en scène Tilly, théâtre de l'Atelier : Lui
- 2005-2006 : Jean-Pierre Cassel chante et danse Gainsbourg Suite, Petit Journal Montparnasse et théâtre du Chêne noir
- 2005 : Little Boy-La Passion de Jean-Pierre Cannet, lecture au Festival Off d'Avignon - Manifestation SACD, théâtre du Chêne noir

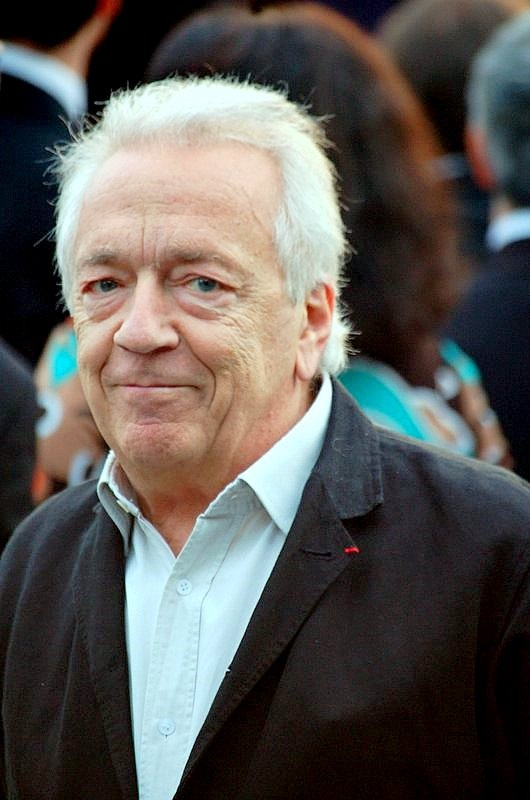
Jean-Pierre Cassel en 2006.

### Metteur en scène
- 2006 : Les Z'instruments à Vian avec Les Demi-Frères, Festival d'Avignon et tournée en France

## Filmographie

### Cinéma

#### Longs métrages

##### Années 1950
- 1950 : Pigalle-Saint-Germain-des-Prés d'André Berthomieu : figuration (non crédité)
- 1952 : La Route du bonheur de Maurice Labro (non crédité)
- 1953 : Un acte d'amour ou Quelque part dans le monde (Act of Love) d'Anatole Litvak : un danseur  (non crédité)
- 1956 : La Peau de l'ours de Claude Boissol : le fils Duquenne
- 1957 : À pied, à cheval et en voiture de Maurice Delbez : Mariel
- 1957 : Comme un cheveu sur la soupe de Maurice Régamey : un journaliste
- 1957 : La Route joyeuse (The Happy Road) de Gene Kelly : figurant jeune amant à la guinguette (non crédité)
- 1957 : Trois pin-up comme ça de Robert Bibal (inédit)[9]
- 1957 : En cas de malheur de Claude Autant-Lara : le joueur de trompette (non crédité)
- 1958 : Le Désordre et la Nuit de Gilles Grangier : un danseur / un jeune militaire (non crédité)
- 1958 : Sacrée Jeunesse d'André Berthomieu : un jeune dans la boîte (non crédité)
- 1958 : Et ta sœur de Maurice Delbez : l'ami du fiancé
- 1959 : La Marraine de Charley de Pierre Chevalier : Claude

##### Années 1960
- 1960 : Les Jeux de l'amour de Philippe de Broca : Victor
- 1960 : Le Farceur de Philippe de Broca : Édouard Berlon
- 1960 : Candide ou l'Optimisme au XXe siècle de Norbert Carbonnaux : Candide
- 1961 : Napoléon II, l'aiglon de Claude Boissol : Gustav von Neipperg
- 1961 : L'Amant de cinq jours de Philippe de Broca : Antoine
- 1961 : Aimez-vous Brahms… d'Anatole Litvak : un danseur
- 1962 : La Gamberge de Norbert Carbonnaux : Albert
- 1962 : Les Sept Péchés capitaux, sketch L'Avarice de Claude Chabrol : Raymond
- 1962 : Le Caporal épinglé de Jean Renoir : le caporal
- 1962 : Arsène Lupin contre Arsène Lupin d'Édouard Molinaro : Gérard Dagmar
- 1963 : Une femme est passée (Nunca pasa nada) de Juan Antonio Bardem : Giovanni / Juan
- 1963 : Cyrano et d'Artagnan d'Abel Gance : D'Artagnan
- 1964 : Haute Infidélité, sketch La sospirosa de Luciano Salce : Tonino
- 1964 : Les Plus Belles Escroqueries du monde, sketch L'Homme qui vendit la tour Eiffel de Claude Chabrol : Alain des Arcys
- 1964 : Un monsieur de compagnie de Philippe de Broca : Antoine Mirliflor
- 1965 : Ces merveilleux fous volants dans leurs drôles de machines (Those Magnificent Men in their Flying Machines, or How I Flew from London to Paris in 25 Hours and 11 Minutes) de Ken Annakin : Pierre Dubois
- 1966 : Les Fêtes galantes de René Clair : Jolicoeur
- 1966 : Paris brûle-t-il ? de René Clément : le lieutenant Henri Karcher
- 1967 : Révolution d'Octobre de Frédéric Rossif : le narrateur
- 1967 : Jeu de massacre d'Alain Jessua : Pierre Meyrand
- 1968 : Pas folles, les mignonnes (Le dolci signore) de Luigi Zampa : Aldo
- 1969 : L'Armée des ombres de Jean-Pierre Melville : Jean-François Jardie
- 1969 : Ah Dieu ! que la guerre est jolie (Oh ! What a lovely war) de Richard Attenborough : le colonel français

##### Années 1970
- 1970 : L'Ours et la Poupée de Michel Deville : Gaspard
- 1970 : La Rupture de Claude Chabrol : Paul Thomas
- 1970 : Le Bateau sur l'herbe de Gérard Brach : David
- 1971 : Malpertuis de Harry Kümel : Lampernisse
- 1972 : Le Charme discret de la bourgeoisie de Luis Buñuel : Henri Sénéchal
- 1973 : Le Magnat (Il magnate) de Giovanni Grimaldi : Gianni
- 1973 : R comme Roger (Baxter!) de Lionel Jeffries : Roger Tunnell
- 1973 : Les Trois Mousquetaires (The Three Musketeers) de Richard Lester : Louis XIII
- 1974 : Le Mouton enragé de Michel Deville : Claude Fabre
- 1974 : Le Crime de l'Orient-Express (Murder on the Orient Express) de Sidney Lumet : Pierre Paul Michel
- 1974 : On l'appelait Milady (The Four Musketeers: Milady's Revenge) de Richard Lester : Louis XIII
- 1975 : Le Veinard (That Lucky Touch) de Christopher Miles : Leo
- 1975 : Les Œufs brouillés de Joël Santoni : le représentant du dirigeant italien
- 1976 : Docteur Françoise Gailland de Jean-Louis Bertuccelli : Daniel Letessier
- 1976 : Folies bourgeoises de Claude Chabrol : Jacques Lavolet
- 1978 : La Grande Cuisine de Ted Kotcheff : Kohner
- 1978 : Les Rendez-vous d'Anna de Chantal Akerman : Daniel
- 1978 : Je te tiens, tu me tiens par la barbichette de Jean Yanne : Jean-Marcel Grumet
- 1978 : Grandison de Joachim Kurz : Oppenheimer
- 1979 : De l'enfer à la victoire (Contro 4 bandiere) d'Umberto Lenzi : Dick Sanders
- 1979 : La Ville des silences de Jean Marbœuf : le privé
- 1979 : Le Maestro (it) (La giacca verde) de Franco Giraldi : Walter Salvini

##### Années 1980
- 1980 : Le Soleil en face de Pierre Kast : Marat
- 1980 : 5 % de risque de Jean Pourtalé : Henri Tanin
- 1980 : Superman 2 (Superman II: The Adventure Continues) de Richard Lester : l'officier français à la Maison-Blanche (rôle muet)
- 1981 : Nu de femme de Nino Manfredi : Pireddu
- 1981 : La vie continue de Moshé Mizrahi : Pierre
- 1982 : Alice (Alicja) de Jacek Bromski et Jerzy Gruza : le lapin blanc
- 1982 : Ehrengard d'Emidio Greco : Cazotte
- 1982 : La Guérilléra de Pierre Kast : le colonel Larzac
- 1982 : La Truite de Joseph Losey : Rambert
- 1983 : Vive la sociale ! de Gérard Mordillat : le camelot
- 1984 : Tranches de vie de François Leterrier : le comte de Forcheville
- 1986 : Un jour viendra (Se un giorno busserai alla mia porta)[10] de Luigi Perelli : Massimo
- 1988 : Chouans ! de Philippe de Broca : Baron de Tiffauges
- 1988 : Mangeclous de Moshé Mizrahi : De Surville
- 1988 : Toscanini de Franco Zeffirelli : apparition en figurant
- 1989 : Vado a riprendermi il gatto de Giuliano Biagetti
- 1989 : Le Retour des Mousquetaires (The Return of the Musketeers) de Richard Lester : Cyrano de Bergerac

##### Années 1990
- 1990 : Mister Frost de Philippe Setbon : inspecteur Corelli
- 1990 : Vincent et Théo de Robert Altman[11] : le docteur Paul Gachet
- 1991 : La Montre, la Croix et la Manière ou Rue Saint-Sulpice de Ben Lewin : Zalman
- 1992 : Pétain de Jean Marbœuf : Hans Roberto
- 1992 : Sur la Terre comme au ciel de Marion Hänsel : le rédacteur en chef
- 1992 : Coup de jeune ! de Xavier Gélin : le ministre
- 1992 : Macao, Mépris et Passion (pt) (Amor e Dedinhos de Pé) de Luís Filipe Rocha : Gonçalo Bothelo
- 1993 : L'Œil écarlate de Dominique Roulet : Leprince
- 1993 : Un thé noir au citron (Chá Forte com Limão) d'António de Macedo : Tiago
- 1993 : Métisse de Mathieu Kassovitz : le gynécologue
- 1994 : Casque bleu de Gérard Jugnot : Nicolas
- 1994 : L'Enfer de Claude Chabrol : Mr Vernon
- 1994 : Prêt-à-porter de Robert Altman : Olivier de la Fontaine
- 1995 : La Cérémonie de Claude Chabrol : Georges Lelièvre
- 1995 : Les Bidochon de Serge Korber : le PDG de Canal B
- 1995 : Amores que matan de Juan Manuel Chumilla : André
- 1997 : Con rabbia e con amore d'Alfredo Angeli : Gigi
- 1998 : La Patinoire de Jean-Philippe Toussaint : le manager d'Ice Rink
- 1998 : Le Plus Beau Pays du monde de Marcel Bluwal : Blondel
- 1999 : Trafic d'influence de Dominique Farrugia : Pierre-Jean Guisard

##### Années 2000
- 2000 : À propos de Buñuel de José Luis López-Linares et Javier Rioyo : lui-même
- 2000 : Sade de Benoît Jacquot : le vicomte de Lancris
- 2000 : Les Rivières pourpres de Mathieu Kassovitz : Dr. Bernard Chernezé
- 2003 : Michel Vaillant de Louis-Pascal Couvelaire : Henri Vaillant
- 2003 : La Caméra de bois (The Wooden camera) de Ntshaveni Wa Lurul : M. Shawn
- 2004 : Narco de Tristan Aurouet et Gilles Lellouche : le père de Gus
- 2005 : Virgil de Mabrouk El Mechri : Ernest
- 2005 : Dans tes rêves de Denis Thybaud : Mike
- 2005 : Bunker Paradise de Stefan Liberski : Henri Devaux
- 2006 : Call Me Agostino de Christine Laurent : Adrien Beaudessin
- 2006 : Fair Play de Lionel Bailliu : Édouard
- 2006 : Congorama de Philippe Falardeau : Hervé Roy
- 2006 : Mauvaise Foi de Roschdy Zem : Victor Breitmann
- 2007 : J'aurais voulu être un danseur d’Alain Berliner : Guy, adulte
- 2007 : Contre-enquête de Franck Mancuso : docteur Delmas
- 2007 : Le Scaphandre et le Papillon de Julian Schnabel : le père Lucien / vendeur Lourdes
- 2007 : Où avais-je la tête ? de Nathalie Donnini : Albert
- 2007 : Vous êtes de la police ? de Romuald Beugnon : Simon Sablonnet
- 2008 : Astérix aux Jeux olympiques de Thomas Langmann et Frédéric Forestier : Panoramix

#### Courts métrages
- 1958 : Les Surmenés de Jacques Doniol-Valcroze : Bernard Bardin
- 1958 : Cabriole ou la Journée d'une danseuse de Robert Bibal : narrateur
- 1995 : Valse nocturne de Christopher Barry : le comte
- 2001 : À l'abri des regards indiscrets de Ruben Alves et Hugo Gélin : le balayeur claquettiste
- 2005 : Judas de Nicolas Bary : Lui
- 2006 : Acteur de Jocelyn Quivrin : lui-même
- 2006 : J'ai plein de projets de Karim Adda : l'homme au restaurant
- 2007 : La Lettre de Pierre Namia : le mari

### Télévision

#### Téléfilms
- 1957 : Plaisir du théâtre : Les Grands de Pierre Veber et Serge Basset, réalisation André Leroux :
- 1959 : La Nuit de Tom Brown de Claude Barma : Toby
- 1961 : Le Mariage de Figaro de Marcel Bluwal d'après Beaumarchais : Figaro
- 1966 : L'Avare de Robert Valey d'après Molière : Cléante
- 1967 : Le Jeu de l'amour et du hasard de Marcel Bluwal, d'après Marivaux : Dorante
- 1968 : la Double Inconstance de Marcel Bluwal, d'après Marivaux (téléfilm) : le prince Lélio
- 1971 : Mesure pour mesure de Marcel Bluwal, d'après William Shakespeare : Lucio
- 1977 : Cinéma 16 : L'Œil de l'autre de Bernard Queysanne : Robert Maillet
- 1977 : Cinéma 16 : Fugue à Waterloo de François Martin : narrateur
- 1984 : Dernier Banco de Claude de Givray (téléfilm) : Georges Nancy
- 1985 : La Lune d'Omaha de Jean Marbœuf : Georges Hutchins-Delouis
- 1986 : L'Été 36 d'Yves Robert : Yves
- 1987 : Casanova de Simon Langton : Louis XV
- 1991 : Meurtre en vidéo de Thomas J. Wright : Vandelle
- 1991 : Un amour de banquier (The Maid) de Ian Toynton : C.P. Olivier
- 1991 : Une affaire d'état de Jean Marboeuf
- 1991 : Salut les coquins de Marcel Zemour : Jansen
- 1992 : Notorious de Colin Bucksey : Alex Sebastian
- 1992 : Le Lieutenant Lorena d'António-Pedro Vasconcelos : Rodrigo
- 1992 : De terre et de sang de Jim Goddard : Ridefort
- 1992 : Warburg, le banquier des princes de Moshé Mizrahi : George Warburg, père
- 1993 : La Treizième Voiture d'Alain Bonnot : Charles de Malasset
- 1993 : Le Secret d'Elissa Rhaïs de Jacques Otmezguine : Lucien Rameau
- 1995 : Le Fils de Paul de Didier Grousset : Paul
- 1995 : Le Cœur étincelant d'Henri Helman
- 1996 : Le Match de notre vie de Gareth Davies (en) : Antoine Malleval
- 1996 : Flairs ennemis de Robin Davis : Jean-Charles Cuvelier
- 1996 : Le Neuvième Jour de David Delrieux : Tony
- 1996 : L'Embellie de Charlotte Silvera : Lazlo
- 1996 : Le Président et la Garde-barrière de Jean-Dominique de La Rochefoucauld : Paul Deschanel
- 1997 : Un printemps de chien d'Alain Tasma : Michel
- 1998 : Il cuore e la spada de Fabrizio Costa : Hoel
- 1999 : Les Montagnes bleues de Paolo Barzman : David
- 1999 : Mai con i quadri de Mario Caiano
- 2000 : Rastignac ou les Ambitieux d'Alain Tasma : Vautrin
- 2000 : Le Coup du lapin de Didier Grousset : Christian de la Hénerie
- 2001 : Double Emploi de Bruno Carrière : Bertrand Miller
- 2001 : Un pique-nique chez Osiris de Nina Companeez : Victor Ancelin
- 2001 : Un citronnier pour deux d'Élisabeth Rappeneau : Daniel
- 2001 : La memoria e il perdono de Giorgio Capitani : Daniel Olivier
- 2002 : La Chanson du maçon de Nina Companeez : Daniel
- 2003 : La Faux de Jean-Dominique de La Rochefoucauld : Faucheur
- 2003 : La Maison du canal d'Alain Berliner : Louis
- 2003 : Une deuxième chance de Frédéric Krivine : Anatole
- 2004 : Menteur ! menteuse ! d'Henri Helman
- 2005 : La Femme coquelicot de Jérôme Foulon : Félix
- 2006 : Le Vrai coupable de Francis Huster : Léonard Manderley

#### Séries télévisées
- 1956 : Table ouverte ou La Famille Anodin de Marcel Bluwal et Arnaud Desjardins : Jean Lou Anodin
- 1958 : Les Cinq Dernières Minutes, épisode Le théâtre du crime de Claude Loursais : Pierre Salève
- 1959 : En votre âme et conscience :  L'Affaire Benoît de Claude Barma : Thirion
- 1988 : La Chaîne de Claude Faraldo : André Bouvier
- 1990 : La Misère des riches : Nelson Valée
- 1990 : Les Cadavres exquis de Patricia Highsmith, épisode Slowly, Slowly in the Wind (1.8) de Maroun Bagdadi : De Gastine
- 1990 : Le Fantôme de l'Opéra de Tony Richardson : l'inspecteur Ledoux
- 1991 : La Caverne de la rose d'or de Lamberto Bava (1.1) : le général
- 1991 : La Montagne de diamants de Jeannot Szwarc : Louis de Thiry
- 1991  : Haute Tension, épisode Adriana de Juan Luis Buñuel
- 1992 : Puissance 4, épisode Déshabillés fatals (1.6)  de Jacques et Jean Marboeuf : Hubert Villeneuve
- 1992 : Les Aventures du jeune Indiana Jones, épisode Petrograd, July 1917 (2.7) de Simon Wincer : l'ambassadeur
- 1995 : Tatort, épisode Eine todsichere Falle : Bruno Dupeyron
- 1995 : Le juge est une femme, épisode Dérive mortelle (1.2) de Claude Grinberg : René Vernier
- 1995 : Zwei alte Hasen, épisode C'est la vie (1.8) de Stefan Bartmann : le commissaire Rousseau
- 1999 : Les Cordier, juge et flic de Pascal Dallet, épisode Les Tables de la loi : le juge Lefebvre
- 2000 : Crimes en série, épisode Histoires d'amour (1.5)  de Patrick Dewolf : Charles Wilensky
- 2001 : Méditerranée d'Henri Helman : Jacques Nils

## Doublage
En plus de s'être doublé lui-même dans les films anglophones tels que Le Crime de l'Orient-Express de Sidney Lumet, la trilogie des Trois Mousquetaires de Richard Lester (1973, 1974 et 1989) et Prêt-à-porter de Robert Altman, Jean-Pierre Cassel a doublé un certain nombre d'acteurs dans des films étrangers et notamment :
- Warren Beatty dans :
  - Shampoo (1975) : George Roundy
  - Le ciel peut attendre (1978) : Joe Pendleton / Leo Farnsworth / Tom Jarrett
- Donald Sutherland dans :
  - Les Maîtres du monde (1994) : Andrew Nivens
  - Instinct (1999) : Ben Hillard
- 1982 : Tootsie : Michael Dorsey/Dorothy Michaels (Dustin Hoffman)
- 1991 : Ce cher intrus : Sam Sharpe (Richard Dreyfuss)
- 1995 : Orgueil et Préjugés : M. Bennet (Benjamin Whitrow)
- 1996 : La Jurée : Louie Boffano (Tony Lo Bianco)
- 1999 : L'Ombre d'un soupçon : Carl Broman (Sydney Pollack)
- 2004 : Company : Alberto Antonelli (Malcolm McDowell)

## Publications
- À mes amours, autobiographie, éditions Stock, 2004

## Distinctions

### Récompenses
- National Board of Review Awards 1994 : Meilleure interprétation d'ensemble pour Prêt-à-porter
- Festival de la fiction TV de Saint-Tropez 2005 : Prix spécial hommage pour La Femme coquelicot[12]

### Nomination
- César 1996 : Meilleur acteur dans un second rôle pour La Cérémonie

## Hommages
Un théâtre porte son nom au Grau-du-Roi depuis 1997.